# フリウリ＝ヴェネツィア・ジュリア州

フリウリ＝ヴェネツィア・ジュリア自治州
Regione Autonoma
Friuli-Venezia Giulia

フリウリ＝ヴェネツィア・ジュリア自治州（フリウリ＝ヴェネツィア・ジュリアじちしゅう、イタリア語: Friuli-Venezia Giulia）は、イタリア共和国の北東部に位置する州。イタリアに5つある特別自治州のひとつである。州都はトリエステ。

## 名称
標準イタリア語以外に、この地域に話者の多い諸言語では「フリウリ＝ヴェネツィア・ジュリア」はそれぞれ以下のように表記される。
- ドイツ語: Friaul-Julisch Venetien
- バイエルン・オーストリア語: Friaul-Julisch Venezien
- スロベニア語: Furlanija–Julijska krajina
- フリウリ語: Friûl–Vignesie Julie
- ヴェネト語: Friul–Venèxia Jułia

州名は、この州に含まれる2つの地方名、「フリウーリ」と「ヴェネツィア・ジュリア」を結んだものである。名称に「ヴェネツィア」が含まれるが、これはローマ帝国時代の地方区分「ウェネティア・エト・ヒストリア」 (it:Regio X Venetia et Histria) に由来するもので、ヴェネツィア市はこの州ではなく西隣のヴェネト州に所在する。
なお、「フリウーリ」と「ヴェネツィア・ジュリア」はともに、古代ローマ時代にこの地方を治めたユリウス・カエサルの名に縁のある地名である。「フリウーリ」は、ユリウス・カエサルが築いた都市Forum Iulii（「ユリウスのフォルム（広場）」を意味する。現在のチヴィダーレ）に由来する。また「ジュリア」はジュリア・アルプス山脈から来ているが、その山脈の名もユリウス・カエサルに由来する。
しばしば、"Friuli V.G." あるいは "FVG" と略される。

## 地理

### 位置・広がり
イタリア共和国において北東の角に位置する州であり、オーストリアおよびスロベニアに隣接する国境の州である。アドリア海のもっとも奥まった部分（ヴェネツィア湾）に面している。西にはヴェネト州がある。州都トリエステは、スロベニアの首都リュブリャナの南西72km、ヴェネツィアの東北東115km、オーストリアの首都ウィーンの南西約347km、イタリアの首都ローマの北北東431kmに位置する。
フリウリ地方と呼ばれるのは、ウーディネ県とポルデノーネ県とゴリツィア県の東北部である。ゴリツィア県の残部およびトリエステ県がヴェネツィア・ジュリアにあたる。

### 主要な都市
人口2万人以上のコムーネは以下の通り。人口は2012年1月1日現在。
- トリエステ （トリエステ県） - 201,814 人
- ウーディネ （ウーディネ県） - 98,174人
- ポルデノーネ （ポルデノーネ県） - 50,365人
- ゴリツィア （ゴリツィア県） - 35,208人
- モンファルコーネ （ゴリツィア県） - 26,959人

このほか主要な都市としては、サチーレ、コドローイポ、チヴィダーレ・デル・フリウーリ、チェルヴィニャーノ・デル・フリウーリ、グラードなどが挙げられる。
- トリエステ
- ウーディネ
- ポルデノーネ
- ゴリツィア

## 歴史

### 古代から近世まで
古代ローマ時代、この地方はガリア・キサルピナと呼ばれる属州の一部であった。紀元前181年、ローマの植民都市としてアクイレイアが建設されている。
ユリウス・カエサルは、紀元前58年にガリア・キサルピナ属州およびガリア・トランサルピナ属州の総督に就任した。ガリア戦争（紀元前58年 - 紀元前51年）から帰還したカエサルは、次いでローマ内戦（紀元前49年 - 紀元前45年）を戦ってローマの第一人者となるのだが、この間の紀元前50年にガリア・キサルピナにおいてムニキピウムとして Forum Iulii （現在のチヴィダーレ・デル・フリウーリ）を建設した。
紀元前27年にアウグストゥスは行政区画の再編を行い、この地域をイタリア本土に組み込み、第10行政区「ウェネティア・エト・ヒストリア」 (it:Regio X Venetia et Histria) の一部とした。帝政期、アクイレイアには、一時期帝国の首都機能が置かれた。

### イタリア王国への編入
1861年にイタリア王国が建国され、1866年に普墺戦争と連動して行われた第三次イタリア独立戦争の結果、ヴェネト一帯はイタリア王国に編入された。ただし、イタリアの民族統一主義（イレデンティズム）の立場からイタリアへの帰属が主張された「ヴェネツィア・ジュリア」（イゾンツォ川流域、トリエステ、イストリア半島一帯）はオーストリア・ハンガリー帝国の統治下にとどまった。第一次世界大戦において、イタリアはヴェネツィア・ジュリアの「回収」のために、イゾンツォ川流域でオーストリア軍と泥沼の戦いを繰り広げ（イゾンツォの戦い）、トリエステを占領した。第一次世界大戦後、ヴェネツィア・ジュリアはイタリアに編入された。

### 第二次世界大戦後
第二次世界大戦時には、スロベニア系住民たちが構成したユーゴスラビアのパルチザンが「ヴェネツィア・ジュリア」（ユリイスカ・クライナ）で活動し、多くの地域を占領下に置いた。第二次世界大戦後、重要港湾であるトリエステや、多民族が暮らす「ヴェネツィア・ジュリア」の領有問題は国際的な懸案となった。1947年のパリ条約で、ユーゴスラビア社会主義連邦共和国はその占領地域の大部分を領土として認められた。ただし、トリエステ周辺は国際連合管轄下のトリエステ自由地域として領土問題が棚上げされ、最終的には1975年のオージモ条約で解決された。
1976年5月6日、州内を震源とするフリウリ地震が発生。多数の死者、建造物倒壊などの被害が発生した。

## 行政区画

フリウリ＝ヴェネツィア・ジュリア州と各県

フリウリ＝ヴェネツィア・ジュリア州の Unione Territoriale Intercomunale (UTI)

フリウリ＝ヴェネツィア・ジュリア州は、以下の4県からなる。州の行政制度再編に伴い、2017年に自治体としての県は廃止されたが、選挙区や統計上の単位などの地理的呼称としては残される。
左端の数字はISTATコード、アルファベット2文字は県名略記号を示す。人口は2012年1月1日現在。面積の単位はkm²。
|     |    | 県名           | 綴り      | 県都         | 面積  | 人口    |
| --- | -- | -------------- | --------- | ------------ | ----- | ------- |
| 030 | UD | ウーディネ県   | Udine     | ウーディネ   | 4,905 | 534,944 |
| 031 | GO | ゴリツィア県   | Gorizia   | ゴリツィア   | 466   | 139,914 |
| 032 | TS | トリエステ県   | Trieste   | トリエステ   | 212   | 232,311 |
| 093 | PN | ポルデノーネ県 | Pordenone | ポルデノーネ | 2,178 | 310,611 |

州の管下には、州法によって規定された Unione Territoriale Intercomunale (UTI) が18ある。UTIはコムーネ連合 (unioni dei comuni) に相当するものであり、「地方自治体」とはされていない。
|   | UTI                                       | 事務所所在地                         | 県 | 面積    | 人口    |
| - | ----------------------------------------- | ------------------------------------ | -- | ------- | ------- |
| a | UTI Giuliana                              | トリエステ                           | TS | 212.5   | 232,601 |
| b | UTI Carso Isonzo Adriatico                | モンファルコーネ                     | GO | 264.8   | 72,499  |
| c | UTI Collio - Alto Isonzo                  | ゴリツィア                           | GO | 202.3   | 67,644  |
| d | UTI del Canal del Ferro - Val Canale      | タルヴィージオ                       | UD | 885.0   | 11,164  |
| e | UTI del Gemonese                          | ジェモーナ・デル・フリウーリ         | UD | 235.3   | 19,893  |
| f | UTI della Carnia                          | トルメッツォ                         | UD | 1,286   | 39,882  |
| g | UTI del Friuli Centrale                   | ウーディネ                           | UD | 274.1   | 170,123 |
| h | UTI del Torre                             | タルチェント                         | UD | 326.4   | 36,651  |
| i | UTI Medio Friuli                          | コドローイポ                         | UD | 419.6   | 51,812  |
| j | UTI Collinare                             | サン・ダニエーレ・デル・フリウーリ   | UD | 349.8   | 51,241  |
| k | UTI del Natisone                          | チヴィダーレ・デル・フリウーリ       | UD | 456.5   | 52,112  |
| l | UTI Riviera - Bassa Friulana              | ラティザーナ                         | UD | 438.4   | 56,332  |
| m | UTI Agro Aquileiese                       | チェルヴィニャーノ・デル・フリウーリ | UD | 298.7   | 55,148  |
| n | UTI del Tagliamento                       | サン・ヴィート・アル・タリアメント   | PN | 334.3   | 57,278  |
| o | UTI delle Valli e delle Dolomiti Friulane | マニアーゴ                           | PN | 1,148.1 | 37,086  |
| p | UTI Livenza - Cansiglio - Cavallo         | サチーレ                             | PN | 304.0   | 50,408  |
| q | UTI Sile e Meduna                         | アッツァーノ・デーチモ               | PN | 205.3   | 51,993  |
| r | UTI del Noncello                          | ポルデノーネ                         | PN | 283.6   | 114,046 |

## 文化

### 言語・民族

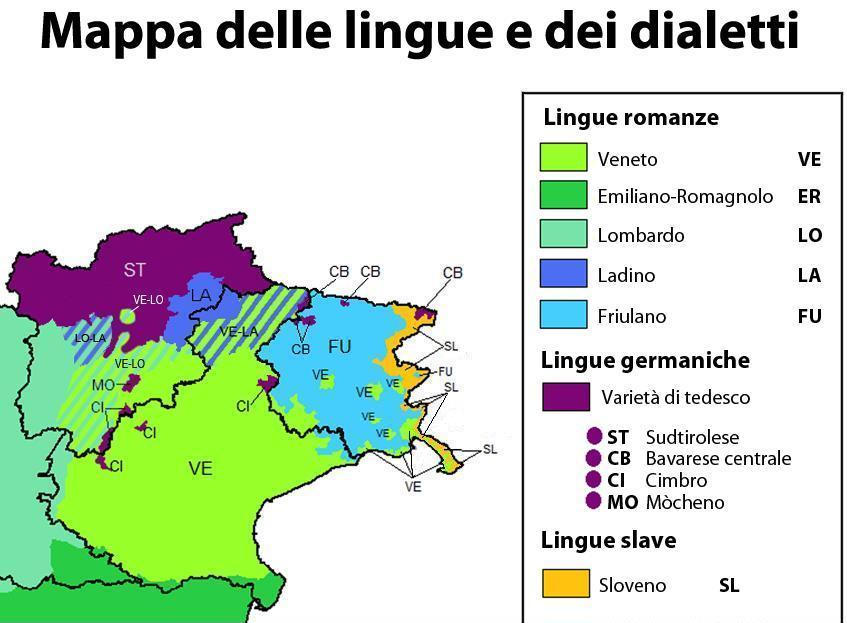
イタリア北東部の言語分布

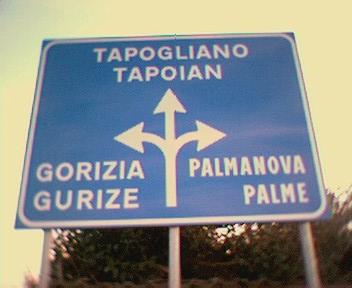
イタリア語とフリウリ語が併記された道路標識

2006年の国立統計研究所（ISTAT）の統計によれば、6歳以上の住民の家庭内での会話における言語状況は以下の通り。イタリア語（Italiano）、地方言語（Dialetto）、他の言語（Altra lingua）についてのデータで、左列が全国平均、右列がフリウリ=ヴェネツィア・ジュリア州の数値である。
| 家庭内の会話における使用言語           | 全国  | 州    |
| -------------------------------------- | ----- | ----- |
| イタリア語のみ、あるいは主にイタリア語 | 45.5% | 35.8% |
| 地方言語のみ、あるいは主に地方言語     | 16.0% | 10.7% |
| イタリア語と地方言語の双方             | 32.5% | 20.9% |
| 他の言語                               | 5.1%  | 30.9% |

フリウリ語
フリウリ語はレト・ロマンス語群に属する言語で、フリウーリ地方を中心に州外（ヴェネツィア県など）も含め約60万人の話者がいる。ユネスコの「危機に瀕する言語のレッドブック」 (Red Book of Endangered Languages) では、危機に瀕する言語（vulnerable から critically endangered（絶滅寸前）までの4段階のうち、2段階目の definitely endangered）に指定されている。フリウリ語の保護・公用に関する州法（Norme per la tutela, valorizzazione e promozione della lingua friulana）が2007年12月18日に施行され、フリウリ語地名の規範化と、公的な使用が行われるようになった。
ヴェネト語
中世にヴェネツィア共和国の影響下にあった地域（トリエステを含むフリウリ東部やゴリツィア県南部のビシアカリア地方）では、ヴェネト語が広く使われる。州で話されているヴェネト語の方言としては、ポルデノーネ方言 (it:Dialetto pordenonese) 、ウーディネ方言 (it:Dialetto veneto udinese) 、ビジアカリア方言 (it:Dialetto bisiaco) 、グラード方言 (it:Dialetto gradese) 、トリエステ方言 (it:Dialetto triestino) などがある。
スロベニア語
民族的なスロベニア人は、スロベニア国境に隣接するトリエステ県やゴリツィア県に10万人いるされ、スロベニア語が話されている。州法（legge statale 482/99）および法令（legge 38/01）に基づき、コムーネの中にはスロベニア語がつかわれているものもある。州で話されているスロベニア語は、その中でもプリモルスカ方言群 (Littoral dialect group) に属する方言で、イストリア方言 (Istrian dialect) やナツィゾーネ方言 (Natisone Valley dialect) などに分類される。
ユネスコの「危機に瀕する言語レッドブック」では、ウーディネ県北東部（レージア）で話されているスロベニア語の言語変種レージア語 (Resian dialect) に一項目を立てている。レージア語の話者は1000人で、ユネスコは危機に瀕する言語（definitely endangered）としている。
ドイツ語
かつてオーストリア＝ハンガリー帝国の領域であったことから、今日でも北部の住民にはドイツ語（バイエルン・オーストリア語に属する南バイエルン・オーストリア語）を母語または第2言語とする人々もいる。

### 食文化
フリウリ＝ヴェネツィア・ジュリア州地域の料理 (it:Cucina del Friuli-Venezia Giulia) には、フリウーリ地方伝統のフリウリ料理 (it:Cucina friulana) や、オーストリア帝国のもとでさまざまな民族が暮らしたヴェネツィア・ジュリア地方のトリエステ料理 (it:Cucina triestina) やゴリツィア料理 (it:Cucina goriziana) など、さまざまな要素が混じりあっており、中央ヨーロッパの食文化に近い。食文化の中心となる大都市はウーディネやトリエステで、域外のヴェネツィアからも影響を受けている。
フリウリ＝ヴェネツィア・ジュリア州はワインの生産地として知られる。また、ハムやチーズの生産も盛んである。
パスタ・スープ類
トウモロコシの粉を練ったポレンタは、北イタリアから東ヨーロッパにかけて広く食されている料理である。ジャガイモと小麦粉から作られるニョッキが親しまれ、さまざまな種類がある。
豆やザウアークラウトなどを煮たヨータは、イストリア半島周辺で食べられていた料理でトリエステ・ゴリツィア・フリウリでも親しまれているが、クロアチアやスロベニアの料理とも共通する。
チャルソンスは砂糖やシナモンなどをまぶした甘いパスタ料理（ラビオリのような詰め物パスタ）である。
畜肉加工品・肉料理
サン・ダニエーレ・デル・フリウーリは、生ハム（プロシュット）の産地として高名である。原産地名称保護（DOP）や地理的表示保護（IGP）の指定を受けているものとして、以下がある。
- プロシュット・ディ・サン・ダニエーレ（DOP） - ウーディネ県サン・ダニエーレ・デル・フリウーリ
- プロシュット・ディ・サウリス（IGP） (it)  - ウーディネ県サウリス
- サラミーニ・イタリアーニ・アッラ・カッチャトーラ（DOP） (it) 

ソーセージやベーコンなど豚肉を食材として用いた料理がある。このほかに肉料理としては、ハンガリーに起源を持つシチュー料理グラーシュなどがある。
水産加工品・魚料理
イワシが好まれる。玉ねぎとともにマリネにしたサルドーニ・イン・サヴォール（Sardoni in Savor）などにされる。このほか、魚介類の料理には、海老をトマトソースで煮たスカンピ・アッラ・ブサラ（Scampi alla busara）、モンゴウイカを煮たセッピエ・イン・ウミド（Seppie in umido）、シャコのスープであるズッパ・デ・カノッキエ（Zuppa di canochie）などがある。
また、マスの燻製、干し鱈 (it:Baccalà) などが食される。
チーズ
DOPやIGPの指定を受けているものに以下がある。
- モンターズィオ (DOP)

なお、チーズとジャガイモとを使ったフリコは、フリウリ地方の名物である。2020年4月現在、サイゼリヤではグランドメニューに含まれる。
菓子（ドルチェ）とコーヒー
オーストリアの影響下にあったためにカフェの文化が根付いており、コーヒー（エスプレッソ）が親しまれている。イッリカッフェ（イリー）は1933年にトリエステで創業し、本社を置く。
詰め物を層状に巻いた渦巻き状の菓子シュトゥルーデルは、かつてのオーストリア帝国の領域に普及した菓子である。木の実が入った渦巻き型のパイ・プレスニッツ (it:Presnitz) はトリエステの名物、ドライフルーツなどを生地に詰め渦巻き状に焼いたグパーナ (it:Gubana) はフリウリの名物である。
ワインとその他のアルコール飲料
以下の産地名称は、イタリアの原産地名称保護制度の中で最上級にあたる保証つき統制原産地呼称（DOCG）に指定されている。
- コッリ・オリエンターリ・デル・フリウーリ・ピコリット (it) 
- ラマンドロ (it) 

長らくオーストリアの影響を受けたフリウリ＝ヴェネツィア・ジュリア州ではウーディネ県を中心にビールが生産されている（イタリアのビール参照）。州内に本社を置くビール醸造業者としては、1859年創業のモレッティ社 (it:Birra Moretti) （本社: ウーディネ）、カステッロ社 (it:Birra Castello) （本社: ウーディネ県サン・ジョルジョ・ディ・ノガーロ）や Birra Zahre（本社: ウーディネ県サウリス）などがある。
また、州ではグラッパ（蒸留酒の1種）や、洋ナシのブランデー、プラムのブランデー「スリヴォヴィッツ」 (Slivovitz) などのフルーツ・ブランデー（ブドウ以外の果物を原料としたブランデー）が生産されている。
その他農産品
DOPやIGPの指定を受けているものに以下がある。
- テルゲステ（オリーブオイル）（DOP） (it)  - トリエステ県

ドイツを中心に使われるキャベツの漬物・ザワークラウト（イタリア語ではcrauti）もよく用いられる。フリウリではカブをブドウ果汁に漬けたブロヴァーダ (it:Brovada) が生産され、肉とともに供される。

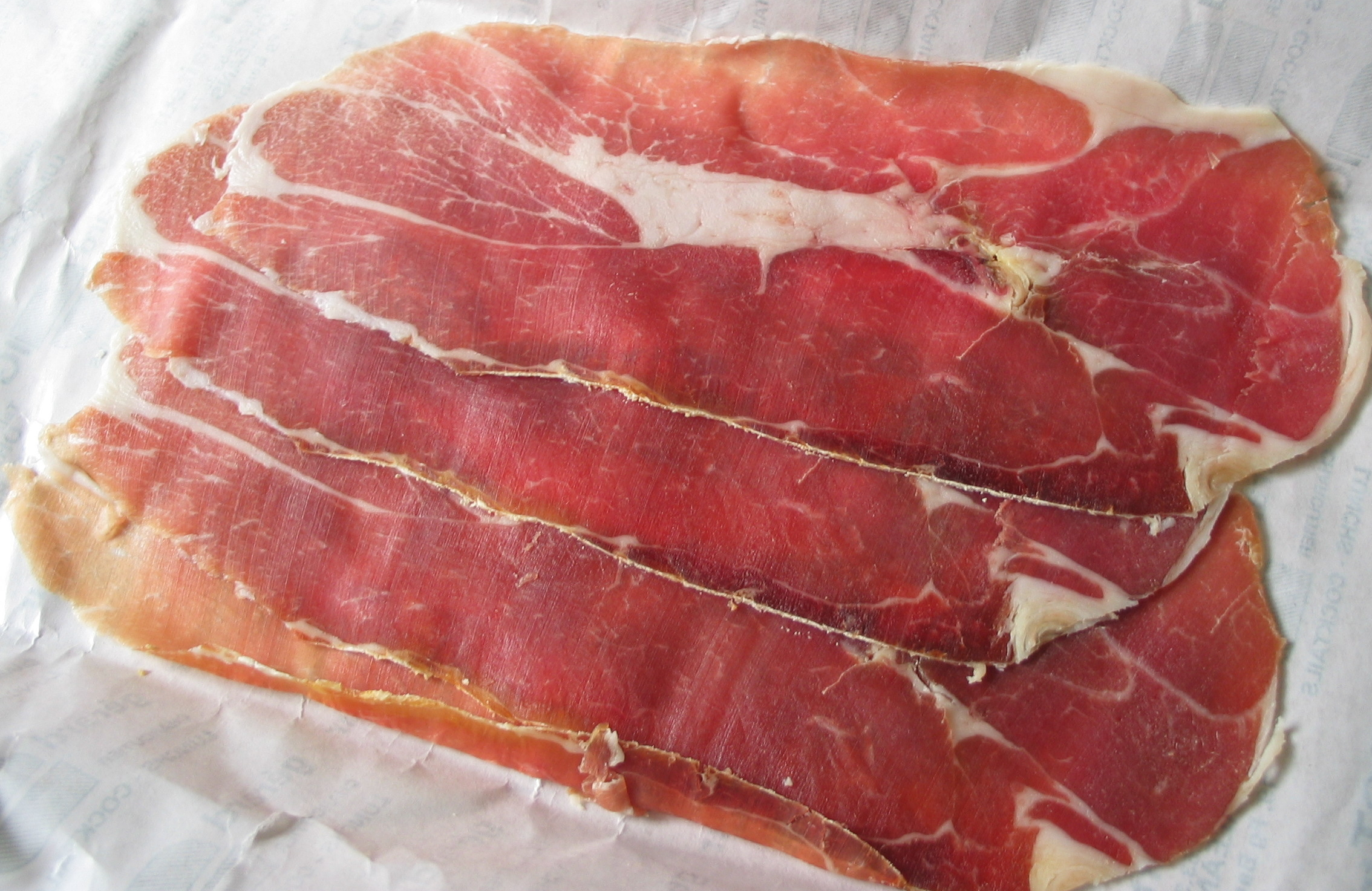
プロシュット・ディ・サン・ダニエーレ
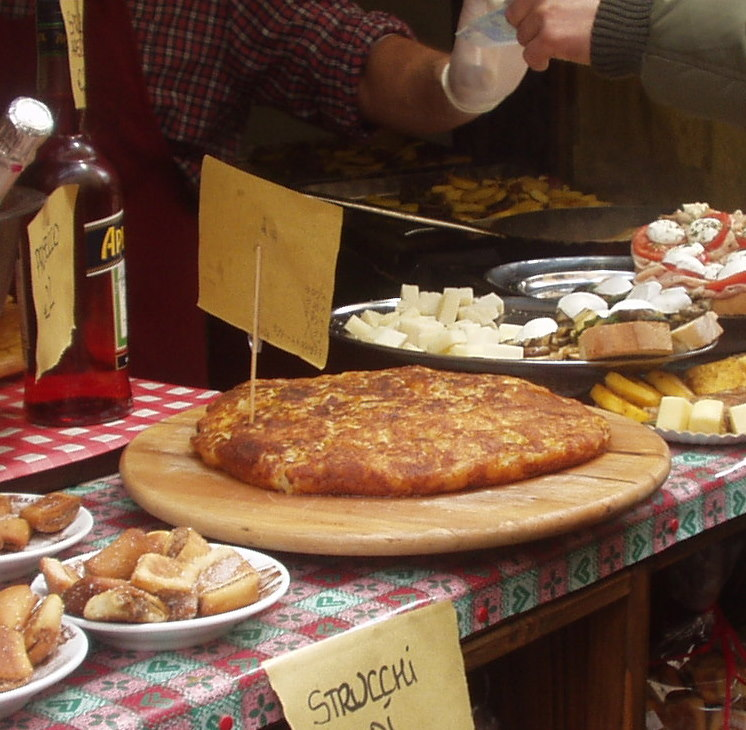
ジャガイモを使用するタイプのフリコ
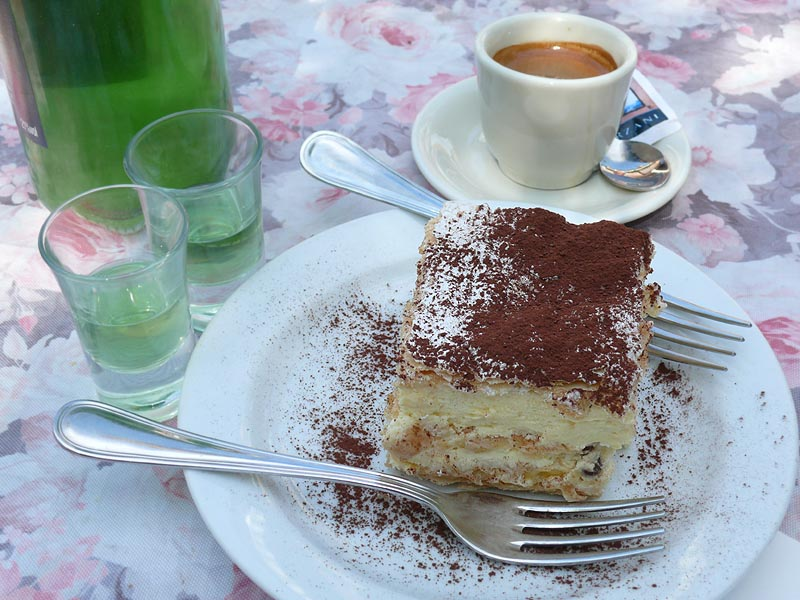
クレマ・カルソリナ（トリエステ）
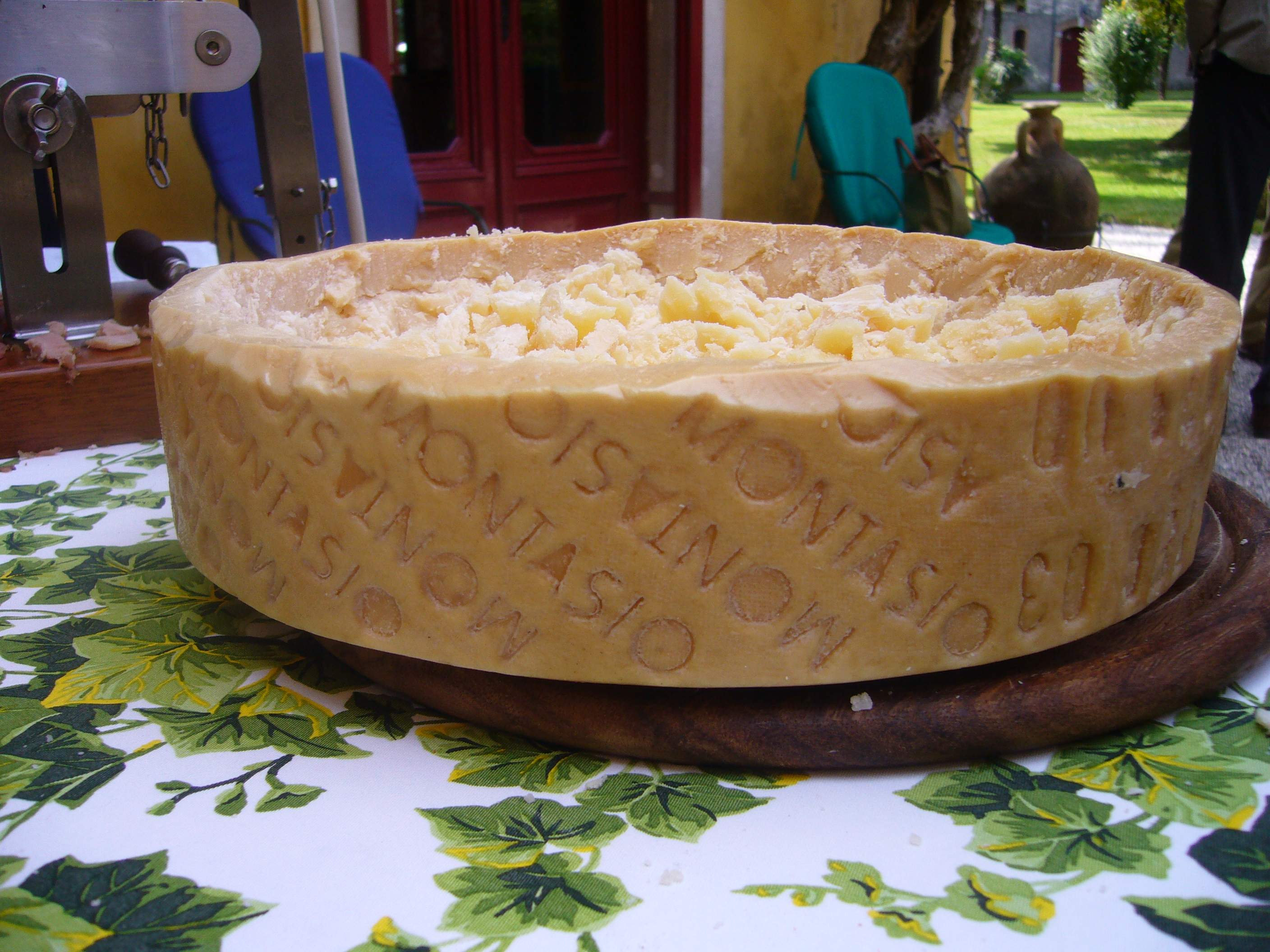
モンタジオ
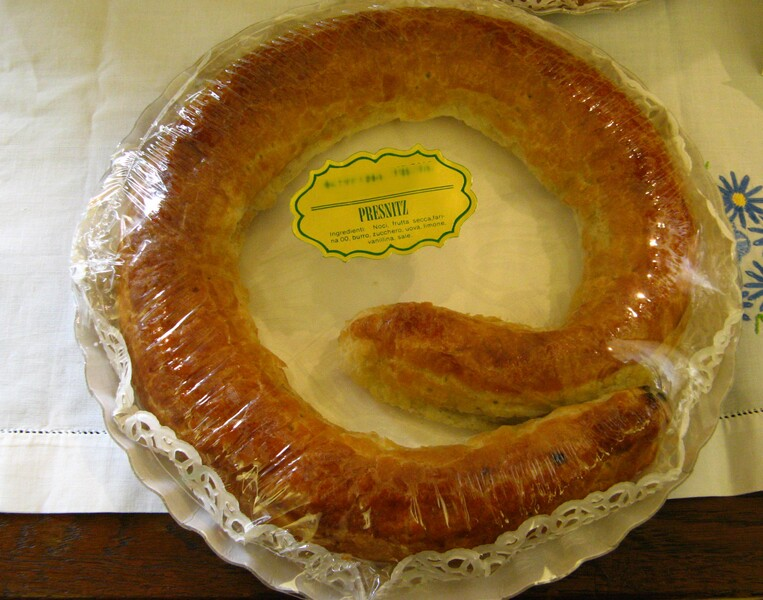
プレスニッツ
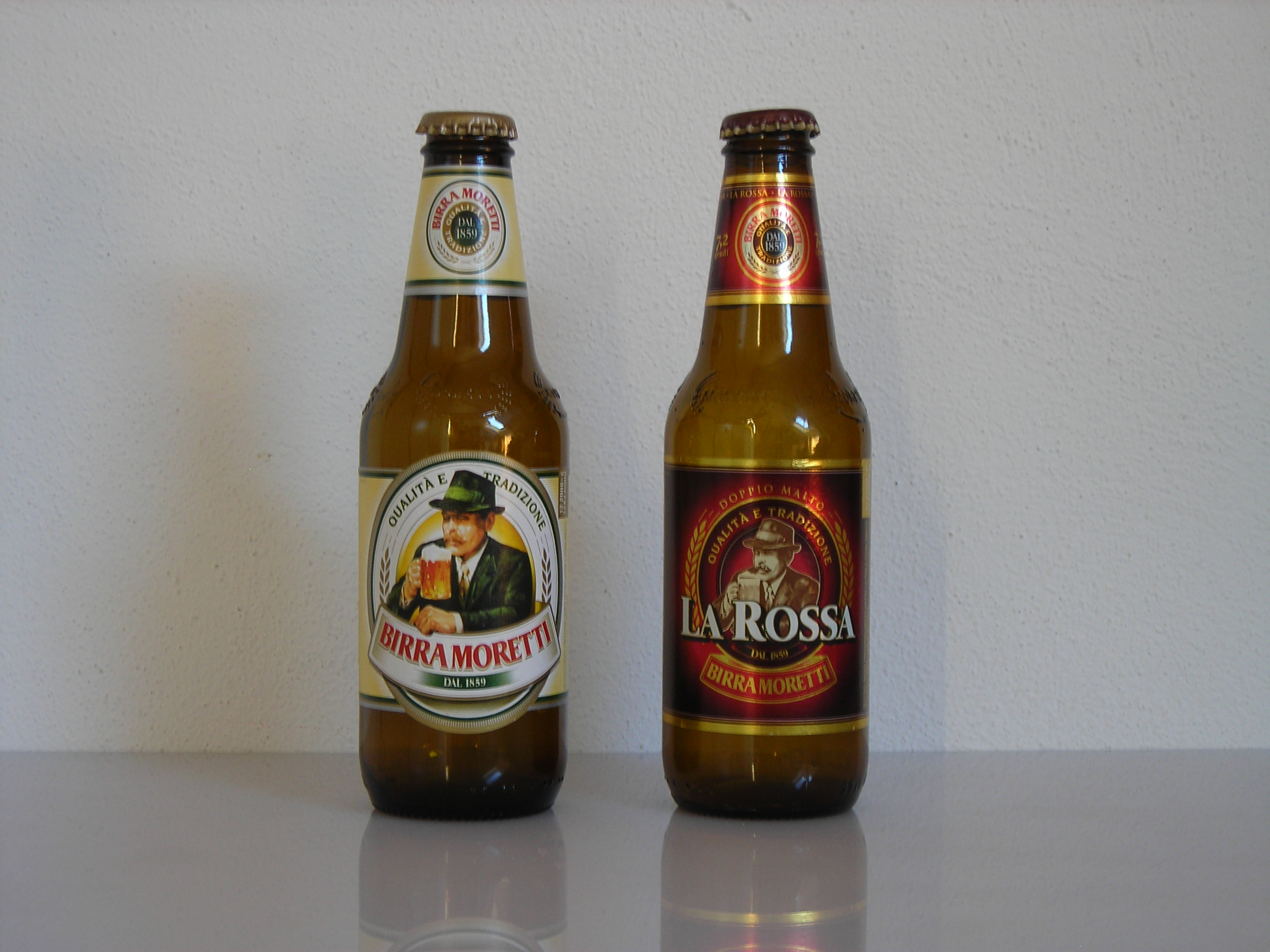
モレッティ社のビール

## 観光

### 世界遺産
州には世界遺産として、以下がある。
- アクイレイアの遺跡地域と総大司教座聖堂のバシリカ （ウーディネ県アクイレイア）
- イタリアのロンゴバルド族:権勢の足跡 (568-774年) の一部
  - ガスタルダガ地区と司教関連建造物群 （ウーディネ県チヴィダーレ・デル・フリウーリ）
- アルプス山脈周辺の先史時代の杭上住居群 の一部
  - パル・ディ・リヴェンツァ（ポルデノーネ県ポルチェニーゴ）

### その他の著名な観光地
著名な観光地として、以下がある。
- グロッタ・ジガンテ (it:Grotta Gigante) （トリエステ県ズゴニーコ）
- ドゥイーノ城 （トリエステ県ドゥイーノ＝アウリジーナ）

## スポーツ

### サッカー
州内に本拠を置くプロサッカークラブとしては以下がある。所属リーグは2012-13シーズン現在。
- ウディネーゼ・カルチョ （ウーディネ県ウーディネ） - セリエA（1部リーグ）

5部リーグ（アマチュア最上位リーグ）のセリエDでは、トレンティーノ＝アルト・アディジェ州、ヴェネト州のクラブとともにジローネCに属する。フリウリ＝ヴェネツィア・ジュリア州の地方リーグ（6部リーグ）として、エッチェッレンツァ・フリウリ＝ヴェネツィア・ジュリア (it:Eccellenza Friuli-Venezia Giulia) がある。

## 交通

### 主要な道路
おおむね北および西を優先し、通過点もしくはその近傍の地名を示す。〔　〕内は州外。
欧州自動車道路
- E70号線  (European route E70) 
〔… - トリノ - ヴェネツィア〕 - パルマノーヴァ - システィアナ - 〔セジャーナ - …〕

高速道路
- A4
〔トリノ - ヴェネツィア〕 - パルマノーヴァ - ヴィッレッセ - モンファルコーネ - 〔トリエステ〕
- A23
タルヴィージオ - ウーディネ - パルマノーヴァ
- RA17 (it:Raccordo autostradale 17) 
ヴィッレッセ - ゴリツィア - （スロベニア国境）

### 主要な鉄道
おおむね北および西を優先し、通過点もしくはその近傍の地名を示す。〔　〕内は県外。
- ウーディネ＝トリエステ線
ウーディネ -  ゴリツィア - モンファルコーネ - トリエステ
- ヴェネツィア＝トリエステ線 (it:Ferrovia Venezia-Trieste) 
〔ヴェネツィア〕 -  モンファルコーネ - トリエステ
- ヴェネツィア＝ウーディネ線
〔ヴェネツィア〕 -  サチーレ - ポルデノーネ - ウーディネ
- ポンテッバナ線
タルヴィージオ - ポンテッバ - ジェモーナ - ウーディネ

### 空港
- フリウリ＝ヴェネツィア・ジュリア空港（ゴリツィア県ロンキ・デイ・レジョナーリ）

フリウリ＝ヴェネツィア・ジュリア空港は、「トリエステ空港」とも呼ばれるが、トリエステからは北西へ約30km離れている。所在地の名から「ロンキ・デイ・レジョナーリ空港」とも呼ばれる。
州内には軍用の飛行場としてアヴィアーノ空軍基地（ポルデノーネ県アヴィアーノ）がある。

## 人物

### 著名な出身者
- カルロ・ルビア - 物理学者、ノーベル物理学賞受賞者。ゴリツィア生まれ。

### ゆかりの人物
- ピエール・ブラザ - 19世紀の探検家。父はウーディネの貴族。空港に名が付けられた。
- ライナー・マリア・リルケ - 詩人。ドゥイーノに滞在し、『ドゥイノの悲歌』を著す。